# Ca Văn Thỉnh
Ca Văn Thỉnh (sinh năm 1902, mất ngày 21 tháng 3 năm 1987) là một Giáo sư, nhà giáo dục, nhà thơ, chính trị gia, nhà sử học, nhà nghiên cứu văn học Việt Nam. Bút hiệu Ngạc Xuyên. Sinh tại xã Tân Thành Bình, huyện Mỏ Cày Bắc, tỉnh Bến Tre, quê ở Sài Gòn. Ông từng tham gia Chiến tranh Việt Nam.. Ông là đảng viên Đảng Dân chủ Việt Nam.

## Gia thế, Giáo dục
Ca Văn Thỉnh (1902 - 1987), được xem là người đầu tiên trong nghiên cứu văn hóa Nam Bộ. Ông còn được biết đến là cha của những văn nghệ sĩ nổi tiếng như Giáo sư, nhạc sĩ Ca Lê Thuần, họa sĩ Ca Lê Thắng,  nghệ sĩ ưu tú Ca Lê Hồng, Anh hùng Lực lượng vũ trang Nhân dân Lê Anh Xuân (tên thật Ca Lê Hiến).
Những năm 1925 – 1927, Ca Văn Thỉnh học tại trường Cao đẳng Sư phạm Đông Dương ở Hà Nội, cùng khóa với Đặng Thai Mai, Phạm Thiều, Tôn Quang Phiệt... và cùng tham gia các phong trào chống chiến tranh Việt Nam của học sinh, sinh viên.
Năm 1928 tốt nghiệp Cao đẳng sư phạm, ông trở về Bến Tre và được bổ nhiệm làm Đốc học tỉnh Bến Tre.
Từ 1928 đến 1945 ông sống tại Bến Tre, vừa dạy học, vừa tham gia các phong chống chiến tranh, vừa đi sâu nghiên cứu văn hóa, văn học Nam Bộ.
Năm 1955. Ông là một trong những người đầu tiên được phong hàm Giáo sư.

## Sự nghiệp chính trị
Sự nghiệp hoạt động chính trị của Ca Văn Thỉnh.
| Năm  | Chức vụ |
| ---- | --- |
| 1945 | Ủy viên Ủy ban kháng chiến hành chính Nam Bộ |
| 1946 | Quyền Bộ trưởng Bộ Giáo dục |
| 1952 | Ủy viên Ủy ban kháng chiến hành chính Nam Bộ Ủy viên Ban Tuyên huấn Trung Ương (nay là Ban Tuyên Giáo Trung Ương) Ủy viên Ban chấp hành Hội liên Việt Nam Bộ                                                                                               |
| 1954 | Vụ trưởng Vụ Đông Nam Á, Bộ Ngoại giao |
|      | Đại sứ ở Vương quốc Capuchia |
| 1955 | Thủ lĩnh của Đoàn Thanh niên Tiền Phong (nay là Đoàn Thanh niên Cộng Sản Hồ Chí Minh) Ủy viên Ủy ban Liên Việt toàn quốc Đại diện của Mặt trận Việt Minh – Liên Việt Trung ương tại miền Nam Trung bộ. Ủy viên Ủy ban Trung ương Mặt trận Tổ quốc Việt Nam |
| 1959 | Giám đốc Thư viện Khoa học xã hội Trung ương. |
| 1975 | Viện trưởng đầu tiên Viện Khoa học xã hội tại thành phố Hồ Chí Minh |
| 1977 | Ủy viên Ủy ban Trung ương Mặt trận Tổ quốc Việt Nam |
| 1980 | Ông nghỉ hưu. |

## Nghệ thuật và văn học
Ông được cho là người đầu tiên nghiên cứu Văn học Nam bộ. Mở đầu cho Văn học Nam bộ hiện đại.
Ông viết bài cho nhiều tờ báo trong đó có vở cải lương “Bầu nhiệt huyết” nói lên tài năng và lòng yêu nước của danh nhân, nhà văn hóa Nguyễn Trãi.
Trước 1945, ông cộng tác với Nam kỳ tuần báo và Đại Việt tập chí, có nhiều bài nghiên cứu về lịch sử. Sau 1954, ông cho xuất bản: Thơ văn yêu nước Nam Bộ nữa cuối thế kỷ XIX (viết chung với Bảo Định Giang, 1962 - Tái bản nhiều lần), Nguyễn Thông - Con người và tác phẩm (viết chung với Bảo Định Giang, 1984), Hào khí Đồng Nai (1985)...
Công trình “Hào khí Đồng Nai”, tác phẩm được đề cử trao Giải thưởng Hồ Chí Minh về Văn học nghệ thuật vào tháng 3/2021 (chưa có kết quả), khá dày dặn và công phu. Tuyển tập này được ông Nguyễn Long Trảo tổng hợp từ các bài viết của cố học giả, gồm nhiều tác phẩm chưa từng được công bố. “Hào khí Đồng Nai” dày hơn 400 trang, gồm 20 chương, khái quát về đất và người Nam Bộ từ xưa đến nay.

## Vinh danh
Trong suốt cuộc đời của mình, Ca Văn Thỉnh hoạt động liên tục cho đến khi nghỉ hưu và đã có nhiều cống hiến to lớn trên các mặt chính trị, xã hội, giáo dục cho Việt Nam. Do đó, được Nhà nước Cộng hòa xã hội chủ nghĩa Việt Nam trao tặng Huân chương Độc lập hạng nhất.
Để vinh danh Ca Văn Thỉnh, Hội đồng nhân dân tỉnh Bến Tre lấy tên ông đặt cho Trường Trung học phổ thông Ca Văn Thỉnh tọa lạc ở xã An Định, huyện Mỏ Cày Nam, tỉnh Bến Tre.
Tên ông còn được đặt cho một con đường ở Bến Tre: đường Ca Văn Thỉnh, Phú Khương, thành Phố Bến Tre.